# Rosas da Boa Vista

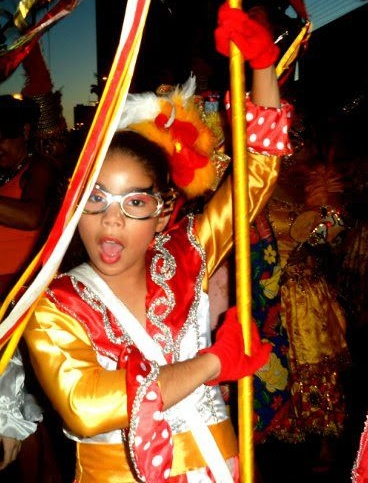
Foto da flabelista Elisa Arruda no Rosas com o tema: O Rosas no tempo da Jovem Guarda

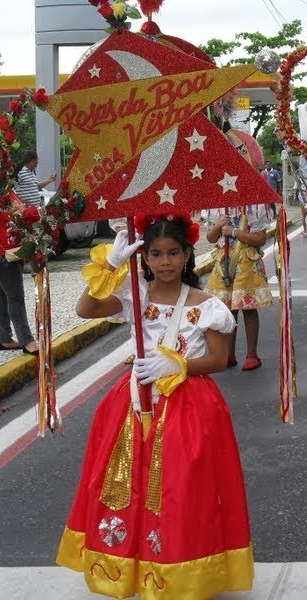
Elisa Arruda, flabelista do Rosas

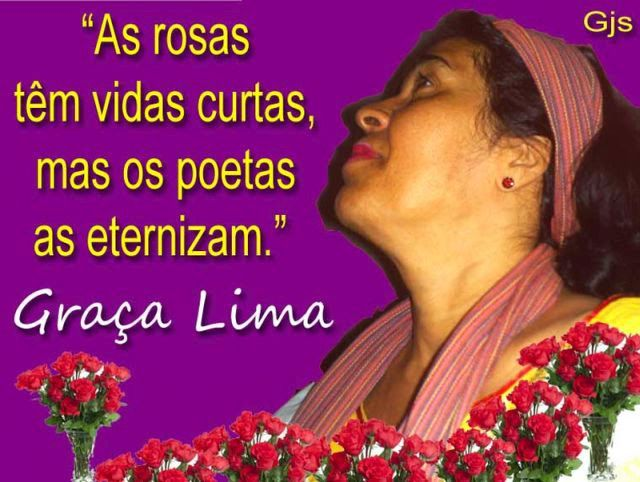
Elisa Arruda 2011

O Rosas da Boa Vista, é um bloco lírico que sai oficialmente na quinta-feira da semana pré-carnavalesca do bairro de Boa Vista, um dos bairros da região central da cidade do Recife, capital do estado de Pernambuco, nordeste do Brasil. O bloco Rosas foi um dos primeiros blocos a colocar uma flabelista mirim nos seus desfiles, o bloco tem sempre como meta colocar crianças entre os adultos nos seus desfiles, fazendo assim que elas se apaixonem pelo lirismo dos blocos logo cedo. Em 2005 o Rosas criou a Serenata das Rosas que no São João fez uma bela apresentação no Sítio da Trindade.
A agremiação foi criada por Gilson Silva e Graça Lima em 2003 e o seu desfile oficial sempre é do Largo da Santa Cruz, no bairro do Bairro da Boa Vista.
O bloco sai às ruas sempre com um tema, o primeiro foi "O lirismo das máscaras", isto em 2003. Os últimos foram: "O Rosas no tempo da Jovem Guarda (2013) "Da salsa ao frevo, tudo é lirismo (2014)em homenagem a Cuba", já foram homenageados: Zé do Passo, Cartola, Cuba entre outros. Em 2005 o Rosas criou a Serenata das Rosas para levar mais lirismo à cidade.
Em 2015 o bloco não foi às ruas leva lirismo ao povo por conta da saúde debilitada da sua presidenta (Graça Lima), os diretores e familiares acharam por bem não colocar o bloco nas ruas em respeito a mesma. Até os últimos dias a presidenta torceu para vê-lo desfilar, avisou aos organizadores do Auroras dos Carnavais da não participação do mesmo, alguns dias antes da realização na esperança de poder participar dessa grande festa lírica que é esse vento, o primeiro encontro de blocos, o mais esperado e concorrido encontro, criado pelo grande poeta e compositor Romero Amorim.
O bloco tem como hino: Sonhos futuristas de Gilson Silva e Hamilton Florentino.

## Trajeto
O trajeto do Rosas começa no Largo da Santa Cruz Boa Vista, passando pela praça Maciel Pinheiro, Rua da Imperatriz, Ponte Boa Vista, Rua Nova, Av. Dantas Barreto, e termina no Pátio de São Pedro. Esse trajeto pode ser alterado conforme decisão dos seus diretores.
O Bloco Rosas da Boa Vista é composto pastorinhas e é conduzido por uma orquestra de pau e cordas tocando frevo de bloco, na frente vai a flabelista conduzindo o seu flabelo. O flabelo do Rosas foi criado e desenhado por Gilson Silva e que teve a ajuda do carnavalesco Hamilton Florentino na sua confecção.

## Hino
O bloco tem como hino: Sonhos futuristas de Gilson Silva e Hamilton Florentino, o mesmo foi gravado no CD do Maestro Nunes volume 2.